# Марзано, Кристин
Кристин Марзано (англ. Christine Marzano; род. 5 сентября 1986, Бруклин) — американская фотомодель ирландского происхождения.

## Биография
Кристина Марзано родилась 5 сентября 1986 года в Бруклине, Нью-Йорк. У неё есть 2 сестры — Эйлин и Морин. Кристина — выпускница средней школы имени Эдварда Р. Мерроу в Бруклине. Имеет степень бакалавра в области психологии Принстонского университета.
Работала моделью, в 2001—2002 году представляла бренды «Giorgio Armani», «Dries Van Noten», «Christian Dior», снималась для журналов «GQ», «Vogue».
В 2010 году начала сниматься в кино, наиболее известна по ролям в фильмах «Семь психопатов» и «Паранойя».
Встречается с английским актёром Стивеном Мерчантом.

## Фильмография
| Год  |   | Русское название                       | Оригинальное название                   | Роль              |
| ---- | - | -------------------------------------- | --------------------------------------- | ----------------- |
| 2010 | ф | Это не работает                        | Working It Out                          | Наташа            |
| 2012 | с | Звезда моды                            | Fashion Star                            | модель            |
| 2012 | ф | Семь психопатов                        | Seven Psychopaths                       | проститутка       |
| 2012 | ф | Византия                               | Byzantium                               | мисс Стрейндж     |
| 2013 | ф | Паранойя                               | Paranoia                                | Нора Саммерс      |
| 2014 | с | Управление гневом                      | Anger Management                        | Эшли              |
| 2015 | ф | Будь диким                             | Dare to Be Wild                         | Шарлотта Хэви     |
| 2016 | ф | Фантастические твари и где они обитают | Fantastic Beasts and Where to Find Them | истребитель       |
| 2016 | ф | Правила побоку                         | Rules Don't Apply                       | Кэрри             |
| 2017 | с | Чокнутая бывшая                        | Crazy Ex-Girlfriend                     | Алекса            |
| 2017 | ф | Сон в летнюю ночь                      | A Midsummer Night's Dream               | «Горчица»         |
| 2017 | ф | Мосс                                   | Moss                                    | Мэри              |
| 2018 | в | Смертельная гонка 4: Вне анархии       | Death Race: Beyond Anarchy              | Джейн             |
| 2018 | ф |                                        | Qué León                                | стюардесса Кармен |
| 2019 | ф | Ив                                     | Eve                                     | Алекс Бейер       |

## Награды и номинации
| Год  | Награда                               | Категория                 | Работа          | Результат |
| ---- | ------------------------------------- | ------------------------- | --------------- | --------- |
| 2012 | Общество кинокритиков Бостона         | Лучший актёрский ансамбль | Семь психопатов | Победа    |
| 2012 | San Diego Film Critics Society Awards | Лучший актёрский ансамбль | Семь психопатов | Номинация |